# Pegu (stad)
Pegu (ook Bago genoemd) is een stad in Myanmar. Het is de hoofdstad van de regio Bago. Het ligt 80 kilometer ten noordoosten van de voormalige hoofdstad Yangon. 

## Bezienswaardigheden
De stad is bekend vanwege de Boeddha van Schwethalyaung, een 55 meter lang beeld van een liggende Boeddha. Het werd in 994 na Chr. gebouwd en in 1881 teruggevonden bij de aanleg van de spoorlijn, compleet overwoekerd door de jungle. Eveneens bekend is de Kyaikpun pagode: vier grote, rug aan rug zittende, Boeddhabeelden van 30 meter hoog.

## Geschiedenis
Pegu is twee maal de hoofdstad van een rijk in Myanmar geweest. Aan het begin van onze jaartelling vestigden de Mon zich in het riviergebied van de Irrawaddy en stichtten een rijk met hoofdstad Pegu. In de 11e eeuw werden de Mon verslagen door de Birmanen, die het Eerste Birmaanse koninkrijk (1044-1287) stichtten met als hoofdstad het noordelijker gelegen Pagan. Na de invallen van de Mongolen in 1287 viel het Eerste Birmaanse koninkrijk uiteen in diverse staatjes. Het Mon-koninkrijk herrees met wederom Pegu als hoofdstad.
In 1539 veroverden de Birmanen Pegu. Koning Bayinnaung stichtte het Tweede Birmaanse koninkrijk (1539-1752) met Pegu als hoofdstad. Deze koning voerde ook oorlogen tegen Siam (Thailand) en veroverde in 1569 de Siamese hoofdstad Ayutthaya. De veroveringen hielden overigens niet lang stand. In 1635 werd de hoofdstad van het Tweede Birmaanse koninkrijk overgebracht van Pegu naar Ava.

## Opmerking
Niet verwarren met Pagan.